# Journal Onkologie
Journal Onkologie (Eigenschreibweise: JOURNAL ONKOLOGIE) ist eine deutschsprachige Ärzte-Fachzeitschrift, die von der Medical Tribune Verlagsgesellschaft, mit Sitz in Wiesbaden, herausgegeben wird. Die Zeitschrift bietet onkologisch tätigen Ärzten praxisrelevante Fortbildung mit Schwerpunkt auf aktuellen Standards, Trends und Entwicklungen in der Onkologie aus den Bereichen Diagnostik, Chirurgie, Therapie und Supportivtherapie. Zielgruppe der Zeitschrift sind Onkologen sowie onkologisch tätige Internisten, Gynäkologen, Hämatologen, Urologen, Neurologen und Radiologen in Klinik und Praxis, Allgemeinärzte und Praktiker mit Praxismerkmal Onkologie. Die Zeitschrift ist sowohl als Printausgabe als auch als E-Journal erhältlich.
Die Zeitschrift erschien erstmals im Jahr 2000, derzeit erscheint sie mit elf Ausgaben im Jahr. Seit 2014 ist die Zeitschrift darüber hinaus das Standesorgan vom Berufsverband Niedergelassener Gynäkologischer Onkologen in Deutschland e. V. (BNGO) und seit 2015 auch das Standesorgan vom Interessensverband zur Qualitätssicherung der Arbeit niedergelassener Uro-Onkologen in Deutschland e. V. (IQUO).
Das redaktionelle Konzept fußt auf einer engen Zusammenarbeit mit Experten verschiedener Fachrichtungen der Onkologie. Es besteht die Möglichkeit an CME-Fortbildungen teilzunehmen.
Die Schriftleitung liegt bei Salah-Eddin Al-Batran, Frankfurt, Maximilian Burger, Regensburg, Ralf-Dieter Hofheinz, Mannheim, Olaf Ortmann, Regensburg, Michael Untch, Berlin und Wolf Wieland, Regensburg.

## Auflage, Anzeigenkunden und Online-Daten
Die Zeitschrift hat (Stand 2017) eine Auflage von 15.163 Exemplaren (IVW-geprüft). Die dazugehörige Website weist durchschnittlich über 980.000 Pageimpressions und ca. 110.000 Visits im Monat auf. Diese aktive und aktuelle Plattform ist Heilmittelwerbegesetz-konform, also ausschließlich dem medizinischen Fachpublikum vorbehalten.